# Chytranthus angustifolius
Chytranthus angustifolius är en kinesträdsväxtart som beskrevs av Arthur Wallis Exell. Chytranthus angustifolius ingår i släktet Chytranthus och familjen kinesträdsväxter. Inga underarter finns listade i Catalogue of Life.